# Няуа
Няуа (рум. Neaua) — село у повіті Муреш в Румунії. Адміністративний центр комуни Няуа.
Село розташоване на відстані 247 км на північний захід від Бухареста, 21 км на схід від Тиргу-Муреша, 99 км на схід від Клуж-Напоки, 109 км на північний захід від Брашова.

## Населення
За даними перепису населення 2002 року у селі проживали 386 осіб.
Національний склад населення села:
| Національність | Кількість осіб | Відсоток |
| -------------- | -------------- | -------- |
| угорці         | 327            | 84,7%    |
| цигани         | 58             | 15,0%    |

Рідною мовою назвали:
| Мова      | Кількість осіб | Відсоток |
| --------- | -------------- | -------- |
| угорська  | 326            | 84,5%    |
| циганська | 58             | 15,0%    |